# Lynchius simmonsi
Lynchius simmonsi is een kikker uit de familie Strabomantidae. De soort komt voor in Ecuador. Er zijn geen gekende bedreigingen maar Lynchius simmonsi komt voor in 2 gebieden en wordt hierdoor beschouwd als kwetsbaar.